# گراهام دورانس
گراهام دورانس (انگلیسی: Graham Dorrans؛ زادهٔ ۵ مهٔ ۱۹۸۷) بازیکن فوتبال اهل اسکاتلند است.
از باشگاه‌هایی که در آن بازی کرده‌است می‌توان به باشگاه فوتبال وست برومویچ آلبیون، باشگاه فوتبال پاتریک تیسل، باشگاه فوتبال نوریچ سیتی، و باشگاه فوتبال لیوینگستون اشاره کرد.
وی همچنین در تیم‌های ملی فوتبال زیر ۲۱ سال اسکاتلند، و اسکاتلند بازی کرده‌است.